# Ljusförorening

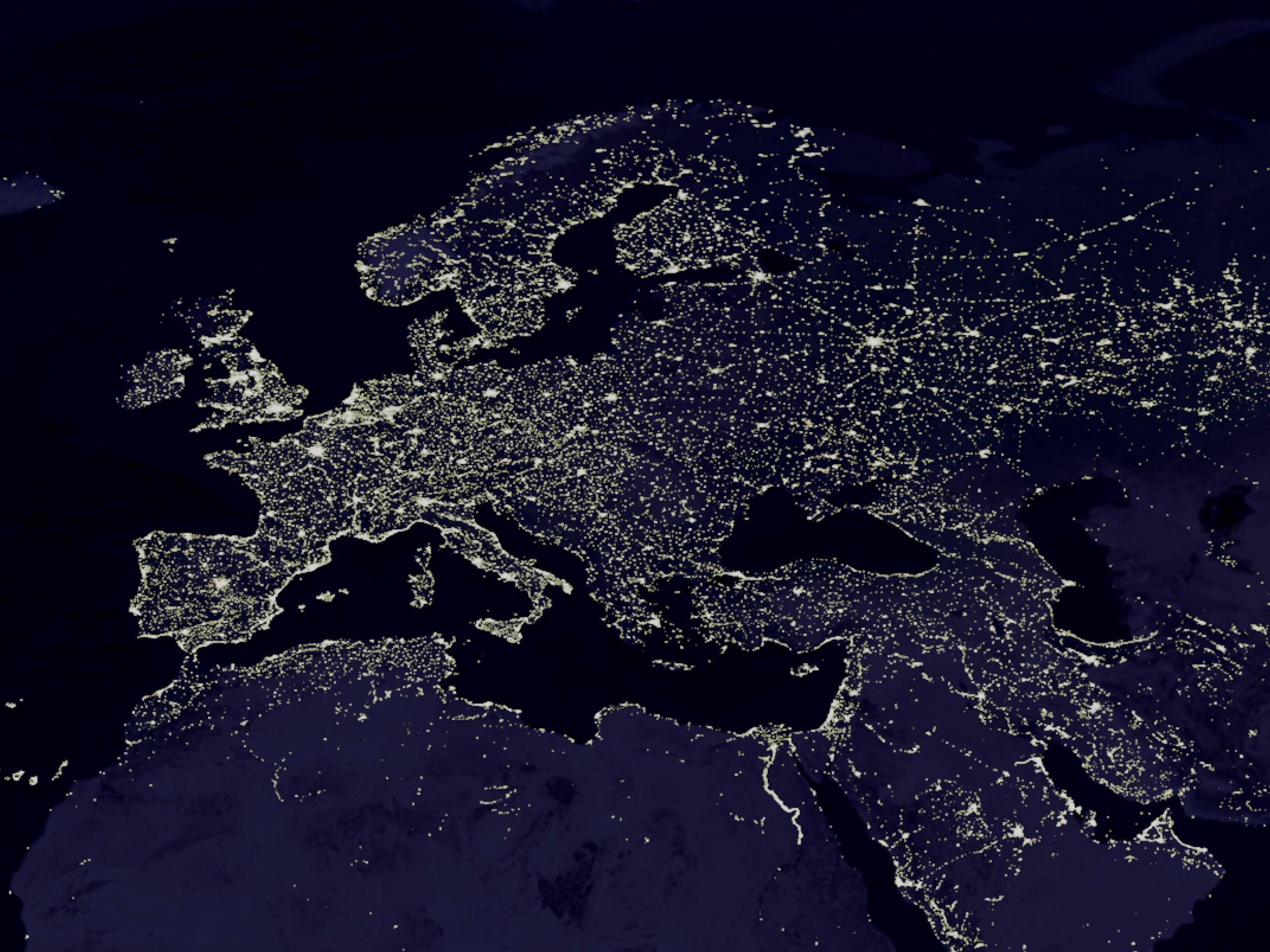
Europa om natten sett från satellit.

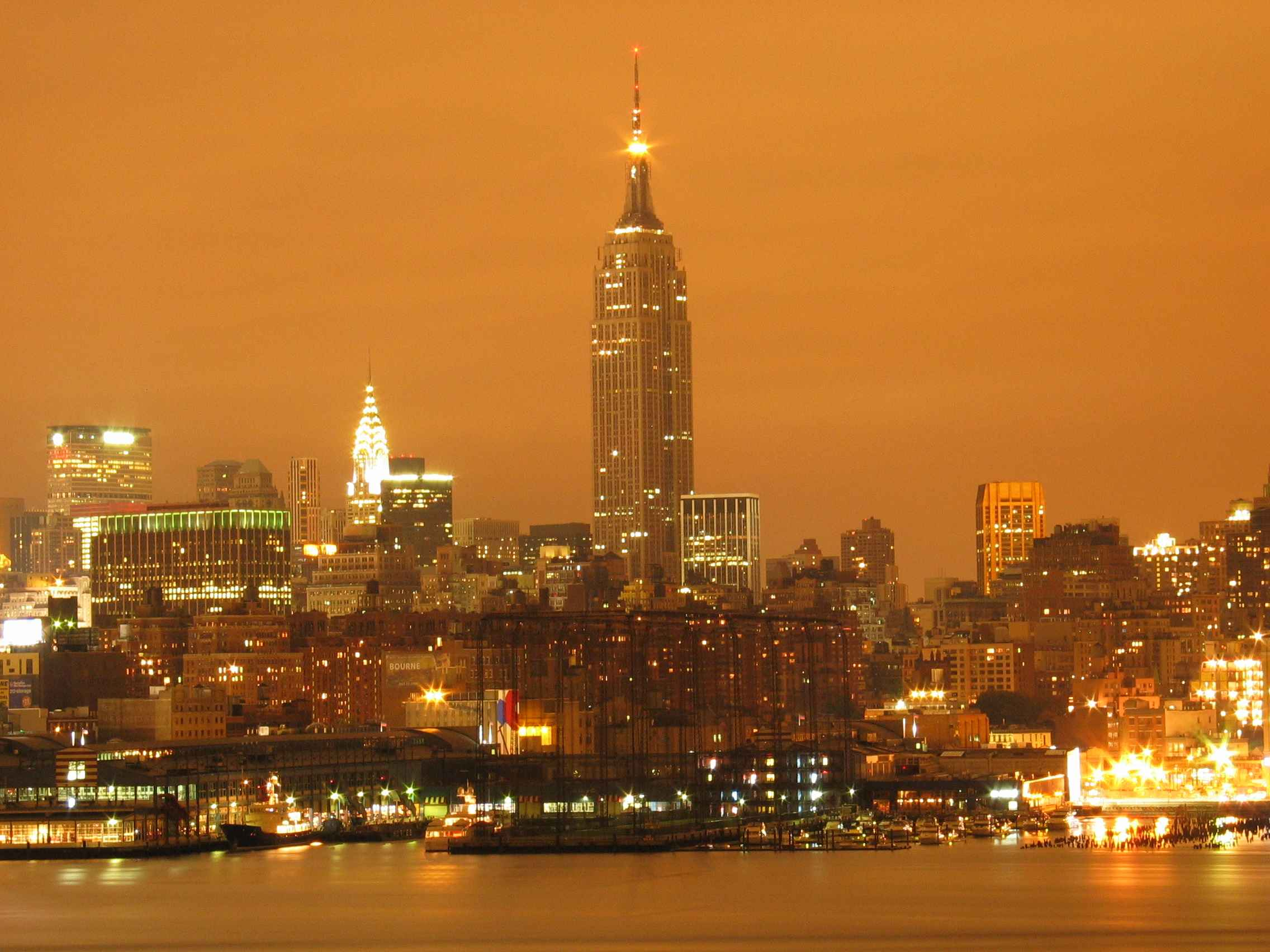
Empire State Building på natten. I bakgrunden syns Chrysler building vars fasadbelysning lyser med en styrka som klart överträffar omgivningen.

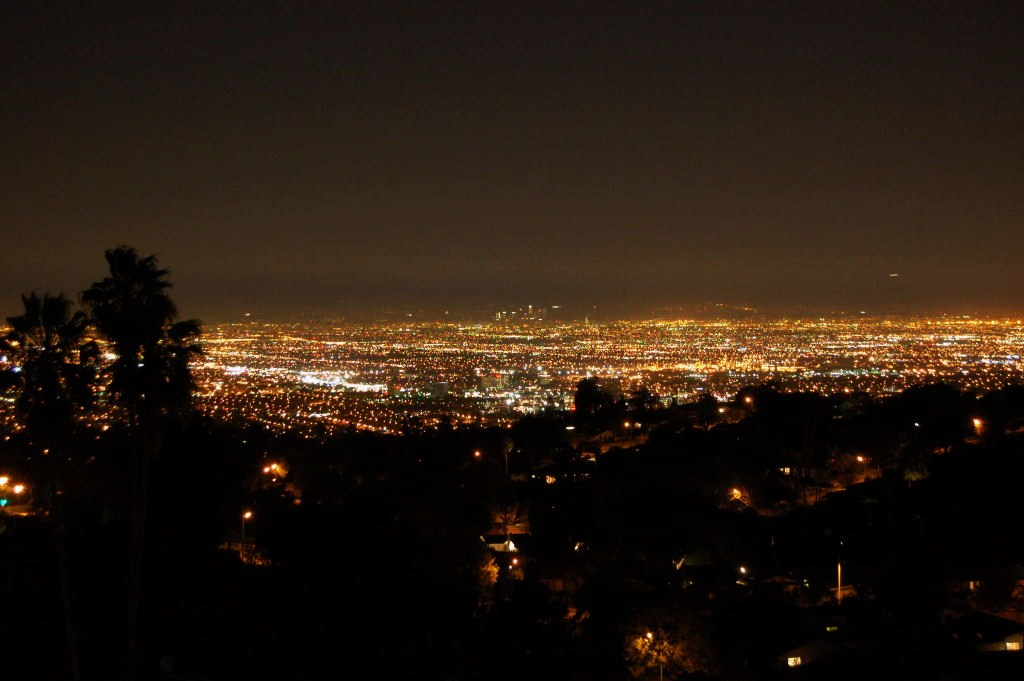
Ljuset från stora städer i Kalifornien, som här Los Angeles tvingade astronomerna på Mount Palomar att etablera sig allt längre bort, först Hawaii och sedan Chile.

Ljusförorening sker då överflödig belysning används eller då ljusets riktning är ineffektiv och lyser upp mer än vad som är tänkt. Detta kostar stora summor; enligt organisationen International Dark-Sky Association uppemot 10 miljarder dollar per år bara i USA.

## Effekter
Ljusförorening påverkar djur, natur och människor på ett negativt sätt. Det handlar om ljuskällor som riktas längs eller över horisontalplanet, vilket medför att städer och tätorter får ett karakteristiskt orangegult sken på himlen ovanför.
Ljusföroreningar medför att natthimlen blir diffus, vilket gör att till exempel astronomer har svårt att utföra observationer i bebodda trakter. Detta har lett till att astronomiska observatorier nu förläggs på så ensligt belägna platser som möjligt såsom Atacamaöknen och den nordvästligaste av Kanarieöarna, La Palma.
Men det har även visat sig att djur påverkas av alla artificiella ljuskällor nattetid. Exempelvis kan fåglar förvirras i sin orientering och reproduktionen hos eldflugor försvåras när de måste konkurrera med elektriska lampor. Senare tids forskning har även visat att produktion av hormonet melatonin hämmas hos människor då de inte får tillräckligt med mörker under natten, och en amerikansk undersökning har påvisat ett möjligt samband med bröstcancer.

## Organisationer
Det finns flera organisationer som arbetar med att minska ljusföroreningar. En av de första och största är International Dark-Sky Association som arbetar internationellt. I Sverige finns dotterorganisationen Ljusstyrkan som informerar om ljusföroreningar. Ljusstyrkan informerar om flera åtgärder som främst minskar ljusföroreningar men ibland även minskar energiförbrukningen. Den kanske viktigaste åtgärden är att rikta eller skärma av ljuset så att ljuskällor inte lyser uppåt. Flera andra åtgärder går ut på att minska ljusstyrkan eller att minska användningstiden med till exempel timer eller fotocellregulatorer.